# Let Me Love You
Pour la chanson de Ne-Yo, voir Let Me Love You (Until You Learn to Love Yourself).
Singles par DJ Snake
Ocho Cinco
(2016) The Half
(2017)
Singles par Justin Bieber
Cold Water
(2016) Deja Vu
(2016)
Clip vidéo
(en) [vidéo] « "Let Me Love You" (official) », sur YouTube
Let Me Love You est une chanson du DJ et producteur français DJ Snake, en featuring avec le chanteur canadien Justin Bieber. Le titre est sorti en tant que 5e single de l'album Encore, le 5 août 2016 en téléchargement numérique sur le label Interscope. La chanson a été écrite et produite par William Grigahcine, Justin Bieber, Andrew Watt, Ali Tamposi, Brian Lee et Bell.

## Clip vidéo
En septembre 2021, le clip-vidéo atteint le milliard de visionnages sur YouTube.

## Liste des titres
| 1. | Let Me Love You (featuring Justin Bieber) | 3:25 |

| 1. | Let Me Love You (Tiësto's Aftr:Hrs Mix)           | 2:35 |
| 2. | Let Me Love You (Marshmello Remix)                | 3:00 |
| 3. | Let Me Love You (Don Diablo Remix)                | 4:26 |
| 4. | Let Me Love You (Zedd Remix)                      | 3:27 |
| 5. | Let Me Love You (R. Kelly Remix)                  | 3:50 |
| 6. | Let Me Love You (Sean Paul Remix)                 | 3:35 |
| 7. | Let Me Love You (Acoustic Version by Andrew Watt) | 3:25 |
| 8. | Let Me Love You (With You. Remix)                 | 3:27 |
| 9. | Let Me Love You (Tropkillaz & MC Livinho Remix)   | 3:36 |

## Classements
| Classement (2016)                       | Meilleure position |
| --------------------------------------- | ------------------ |
| Allemagne (Media Control AG)            | 1                  |
| Australie (ARIA)                        | 2                  |
| Autriche (Ö3 Austria Top 40)            | 4                  |
| Canada (Canadian Hot 100)               | 4                  |
| Danemark (Tracklisten)                  | 3                  |
| Espagne (PROMUSICAE)                    | 5                  |
| États-Unis (Billboard Hot 100)          | 4                  |
| Finlande (Suomen virallinen lista)      | 1                  |
| France (SNEP)                           | 1                  |
| Belgique (Flandre Ultratop 50 Singles)  | 6                  |
| Belgique (Wallonie Ultratop 50 Singles) | 2                  |
| Irlande (IRMA)                          | 2                  |
| Italie (FIMI)                           | 1                  |
| Norvège (VG-lista)                      | 1                  |
| Nouvelle-Zélande (RMNZ)                 | 3                  |
| Pays-Bas (Single Top 100)               | 1                  |
| Royaume-Uni (UK Singles Chart)          | 2                  |
| Suède (Sverigetopplistan)               | 2                  |
| Suisse (Schweizer Hitparade)            | 1                  |

## Certification
| Région                                                                                                 | Certification | Ventes/Streams |
| --- | ------------- | -------------- |
| Australie (ARIA)                                                                                       | 4 × Platine   | 70 000^        |
| Belgique (BEA)                                                                                         | 2 × Platine   | 0*             |
| Brésil (ABPD)                                                                                          | 1 × Diamant   | 0*             |
| Canada (Music Canada)                                                                                  | 1 × Platine   | 10 000^        |
| France (SNEP)                                                                                          | 1 × Diamant   | 400 000*       |
| Allemagne (BM)                                                                                         | 2 × Platine   | 0^             |
| Italie (FIMI)                                                                                          | 6 × Platine   | 0‡             |
| Mexique (AMPFV)                                                                                        | 1 × Platine   | 60 000^        |
| Nouvelle-Zélande (RMNZ)                                                                                | Platine       | 15 000*        |
| Espagne (PME)                                                                                          | 3 × Platine   | 0^             |
| Suède (GLF)                                                                                            | 5 × Platine   | 0x             |
| Royaume-Uni (BPI)                                                                                      | 1 × Platine   | 0‡             |
| États-Unis (RIAA)                                                                                      | 4 × Platine   | 1 000 000^     |
| *Ventes selon la certification ^Mise en rayon selon la certification xNon précisé par la certification |               |                |